# Флора Росії
Рослинний світ Росії — один із найважливіших компонентів природи, який представлено сукупністю різноманітних рослинних угруповань, що проростають на території Росії. Велика різноманітність кліматичних умов та ґрунтового покриву, а також вплив минулих геологічних епох і зростаючої діяльності людини, обумовлює існування безлічі типів рослинності, що мають складні взаємопоєднання.

## Типи рослинності

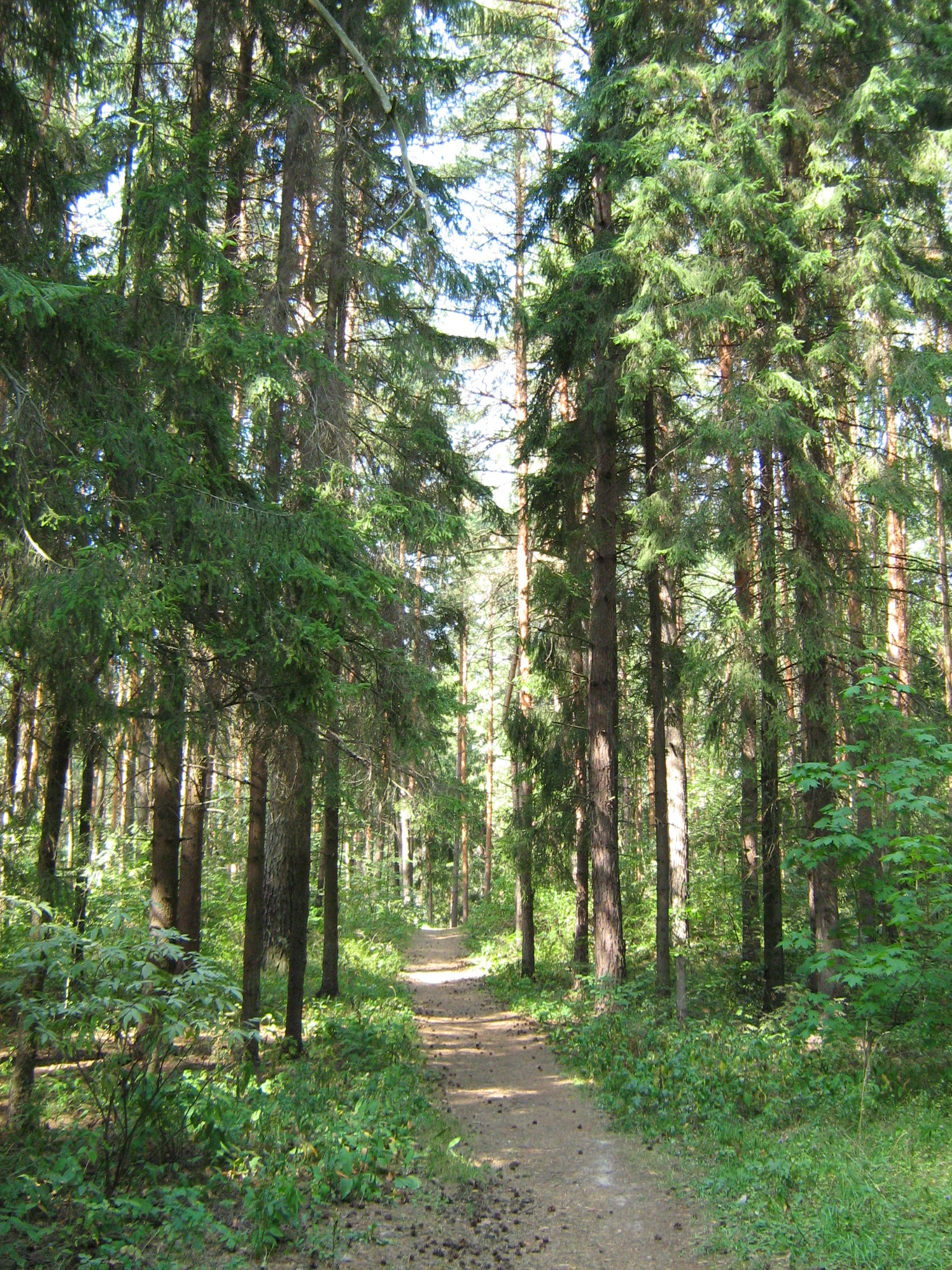

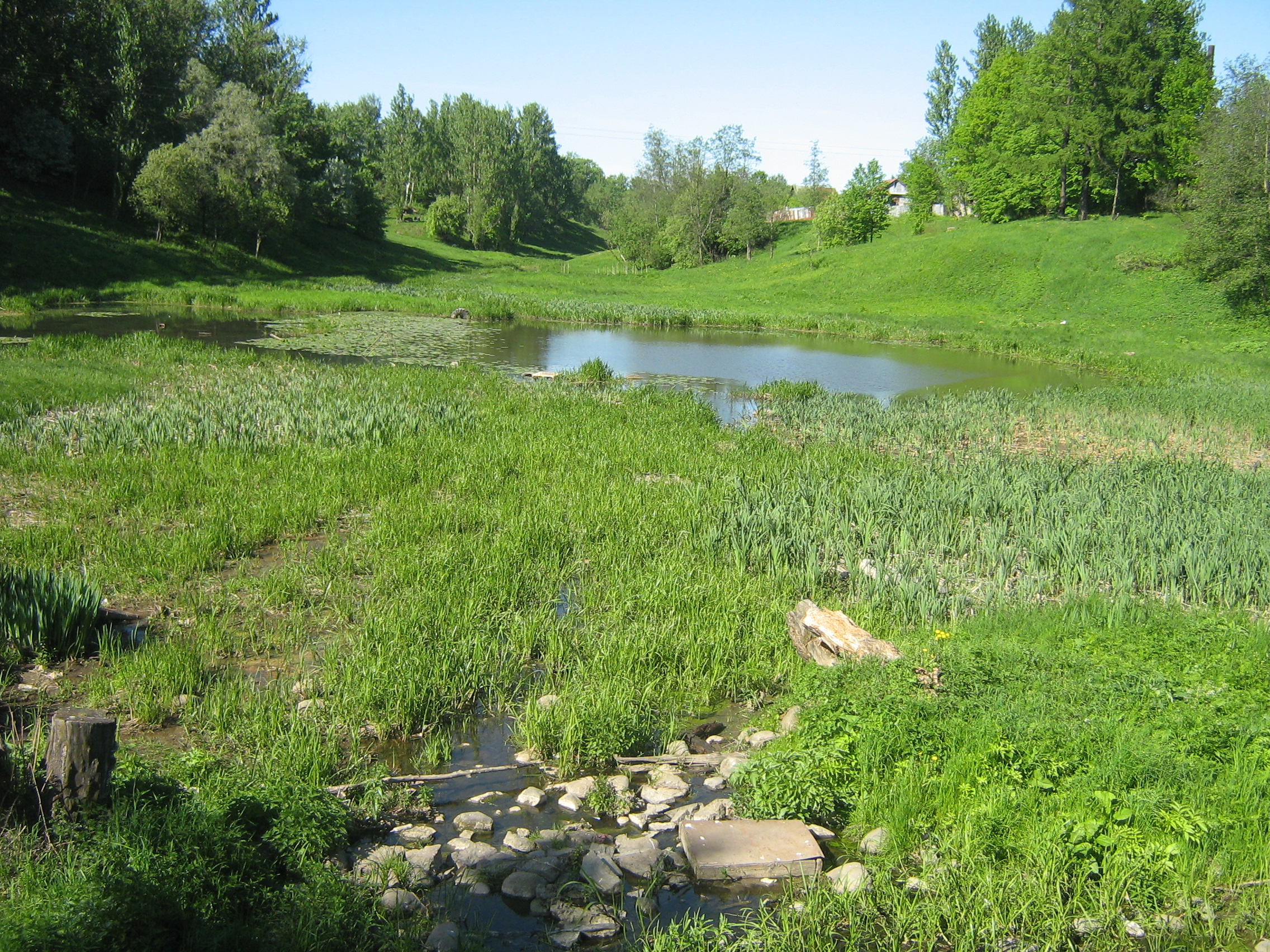

Для Росії найхарактернішими є такі типи рослинності: тундровий, лісовий, степовий, пустельний, луковий і болотний.

### Тундрова рослинність
Тундрові рослини формуються при нестачі тепла, тому вони пристосовані до короткого прохолодного вегетаційного періоду, є багаторічними, мають карликовий зріст, схильні до зменшення випаровування вологи (мають дрібні листочки, сильне опушення, восковий наліт і т. д.). Характерні представники тундри: брієві, ягель, брусниця, водянка, дріада, кассіопея, береза карликова, полярні верби, мак полярний, тонконіг арктичний та інші.

### Ліси
Ліси займають 45 % території країни.
- Хвойні ліси займають близько 80 % площі лісів Росії. Поділяються на темнохвойні (ялинові, ялицеві, кедрові) й світлохвойні (соснові, модринові).
- Широколистні ліси поширені на Східно-Європейській рівнині, в південній частині Далекого Сходу, в нижніх частинах гір Кавказу.

### Степи
У степах ростуть угрупування трав'янистих рослин, що добре переносять нестачу вологи у ґрунті. Це, переважно, ковила, типчак, кипець, бобові, зустрічається багато лукових рослин.
Господарська діяльність людини сильно змінила природний рослинний покрив степів. Масове розорювання та випасання худоби спричинили те, що цілинна степова рослинність тепер зустрічається лише у заповідниках.

### Пустелі
У Росії пустелі поширені лише на Прикаспійській низовині. Для рослин цієї зони характерна велика посухостійкість, вони мають потужну кореневу систему, малу площу поверхні листків. В основному, це різноманітні види полинів і солянок.

### Луки
У луках ростуть угрупування трав'янистих рослин, що розвиваються при середніх умовах зволоження. Майже всі лукові рослини багатолітні.

### Болота
У болотах ростуть угрупування вологолюбивих рослин. У цей тип можна занести мохи, чагарнички, трав'янисті рослини й навіть деякі види дерев. Більша частина боліт Росії лежить у Західному Сибіру.

## Флора Росії
У складі флори Росії налічується понад 11 тисяч видів судинних рослин, понад 10 тисяч видів водоростей і близько 5 тисяч видів лишайників. Найбільше число видів квіткових рослин, що входять до флори Росії, відносяться до родин Айстрові, Бобові, Тонконогові, Капустяні, Розові, Жовтецеві, Гвоздичні и Осокові.
Видове різноманіття зростає з півночі на південь, однак у пустелях дещо понижується через аридності. Від рівнин до гір флорична насиченість збільшується.